# Skeiðarárjökull
De Skeiðarárjökull is een brede gletsjertong van de grote Vatnajökull-gletsjer in het zuiden van IJsland. De Skeiðarárjökull ligt voor een groot deel in het nationale park Skaftafell ten westen van de Skaftafellsjökull. De Skeiðarárjökull wordt gevreesd voor zijn gletsjerdoorbraken (IJslands: jökulhlaup). De voorlopig laatste gletsjerdoorbraak was in november 1996 en spoelde toen een deel van de Hringvegur weg. De gletsjerrivier Skeiðará is de natuurlijke afvoerrivier van de Skeiðarárjökull.